# Szabédi Emlékház
Szabédi Emlékház – Az EMKE tulajdonában lévő épületben (Kolozsvár, Lázár u. 30.) működtetett irodalomtudományi gyűjtemény. 1992-ben jött létre abban az ingatlanban, amelyet az 1959-ben tragikus körülmények között elhunyt Szabédi László húga, Székely Rozália adományozott az EMKÉ-nek a költő írásos hagyatékával és lakásberendezési tárgyakkal együtt.

## Építkezés, működés
A házban, amelyet az EMKE 2005–2007 között jelentős közösségi adományokból (egy manzárdrész ráépítésével) modernizált és berendezett, mint intézményi keretben, az EMKE magára vállalta egy olyan, az 1918 utáni erdélyi/romániai magyar irodalom kutatásához nélkülözhetetlen gyűjtemény kialakítását, ahol a különböző írói hagyatékok megőrizhetők és hozzáférhetővé tehetők. A kezdeményezés 1997-ben történt, amikor az EMKE az elhunyt erdélyi magyar írók irodalmi hagyatékának számbavételét elkezdve, körlevelet küldött mintegy ötven szerző örököseinek, ismertetve a gyűjtemény célját és az írói hagyatékok megőrzésére felajánlva kereteit.
Az erdélyi magyar irodalmi dokumentumok Erdélyben való megőrzése és hozzáférhetővé tétele valós igényt próbált megfogalmazni. A Kolozsváron állami pénzen működő múzeumok, gyűjtemények ugyanis, noha rengeteg magyar vonatkozású anyagot birtokolnak, nem törekszenek ezek reprezentációjára, sőt inkább a meglévő anyagok egyfajta elfedésére, elrejtésére.
Az írói hagyatékok összegyűjtése – a jogutódok bizalmatlansága és anyagi érdekeltsége folytán – nem az elképzelt formában haladt, mégis jelentős eredményeket ért el, még ha az EMKE nem is rendelkezett a hagyatékok vásárlását lehetővé tevő pénzalappal s pillanatnyilag a teljes körű feldolgozást biztosító elegendő munkatárssal sem. Elhelyezésre került így a Szabédi-hagyaték mellett az 1990-es évek közepétől Balogh Edgár (1996), Méliusz József (1998), Kacsó Sándor (1999), Nagy István (2002), Engel Károly (2002) írók magánkönyvtára, illetve azok bizonyos része. Ezzel párhuzamosan töredékes, illetve teljesebb kéziratgyűjteményekkel bővült az állomány: Nagy István-, Engel Károly-, E. Szabó Ilona-, Méliusz József-, Gaál Gábor-, Reményik Sándor-, Török Enyingi Sándor-, Muzsnay Magda-, Domokos Géza-, Jódy Károly-, Kiss Manyi-kéziratokkal és egyéb dokumentumokkal.
Kétéves építkezés után 2007 májusában, Szabédi László születésének centenáriumán avatták fel a megújított Emlékházat. Ekkorra a hagyatéki könyvtárak nagy része elhelyezést nyert a polcokon, az utca felőli szobát pedig – a hagyatéktevő kívánságának megfelelően – ismét emlékszobává alakították át. Az 1993 óta Kolozsvárt, az EMKE, a Korunk Baráti Társaság és az Anyanyelvi Konferencia által évente megrendezésre kerülő „Szabédi-napok” alkalmával az irodalomtudományi konferencia résztvevői megkoszorúzzák a házon elhelyezett Szabédi-emléktáblát, meglátogatják a költő tárgyaiból, könyveiből, kézirataiból kialakított emlékszobát.
A hagyatékokat feldolgozó munka mellett már 2002–2004 között tudományos munka-műhely is alakult ki a Szabédi Emlékházban: itt dolgozott, a gyűjteményben őrzött kézikönyv- és folyóirat-állományra támaszkodva, az Arany János Közalapítvány anyagi támogatását élvezve, a Romániai Magyar Irodalmi Lexikon munkaközössége. Ennek a tudományos műhelymunkának az újabb eredménye A Szabédi Emlékház dokumentumaiból címet nyert sorozat első kötete: A Lázár utcától a Postakert utcáig, amely Szabédi László naplófeljegyzéseit, önéletrajzait és válogatott levelezését tartalmazza Bartha Katalin Ágnes gondozásában (Kolozsvár, 2007).
Az építkezések befejeztével, 2007 novemberétől elindult itt a „Szabédi-estek” állandó rendezvénysorozat, ahol az érdeklődők a Szabédi Emlékházban őrzött dokumentumokkal és az itt kínálkozó kutatási lehetőségekkel ismerkedhetnek meg. A gyűjtőkörhöz kapcsolódó rendezvényeken időszaki kiállításokra, előadásokra, könyvbemutatókra, vitafórumokra került sor, így előbb egy Engel Károly hagyatékát elemző kisebb konferenciára, majd Kiss Manyi színésznő hagyatékából származó fotók és dokumentumok kiállítására.